# دیولا ژنگلر
دیولا ژِنگِلِر (مجاری: Zsengellér Gyula; زاده ۲۷ دسامبر ۱۹۱۵ – درگذشته ۲۹ مارس ۱۹۹۹) یک بازیکن فوتبال اهل مجارستان بود.
وی همچنین در تیم ملی فوتبال مجارستان بازی کرده‌است.